# Лыкошино (Тутаевский район)
В Ярославской области есть ещё одна деревня Лыкошино, в Даниловском районе.
Лыкошино — деревня Артемьевского сельского округа Артемьевского сельского поселения Тутаевского района Ярославской области .
Деревня находится на западе района, к северо-западу от Тутаева. Она расположена по обеим сторонам федеральной трассы Р151 Ярославль—Рыбинск, на участке Тутаев — Рыбинск. Деревня стоит между деревней Лазарцево (в сторону Рыбинска) и центром сельского поселения деревней Емишево (в сторону Тутаева). От Лазарцево деревня отделена небольшим ручьем, пересекающим трассу. Небольшая дорога, начинающаяся в Лыкошино связывает стоящую к северо-востоку деревню Никифорово с федеральной трассой .
Деревня Лыкошина указана на плане Генерального межевания Борисоглебского уезда 1792 года. Дорога из Ярославля в Рыбинск и тогда проходила через деревню. Между Лыкошиныи и Никифоровым тогда была не существующая ныне деревня Шубина. Ручей, на котором стоит деревня на плпне назван речка Смородинка.В 1825 Борисоглебский уезд был объединён с Романовским уездом. По сведениям 1859 года деревня относилась к Романово-Борисоглебскому уезду .
На 1 января 2007 года в деревне Лыкошино числилось 12 постоянных жителей . По карте 1975 г. в деревне жило 14 человек. Почтовое отделение, находящееся в городе Тутаев, обслуживает в деревне Лыкошино 26 домов .